# Isra-tu
Isra-tu är en ö i Eritrea. Den ligger i den nordöstra delen av landet, 150 km nordost om huvudstaden Asmara. Arean är 21,0 kvadratkilometer.
Terrängen på Isra-tu är mycket platt. Öns högsta punkt är 27 meter över havet. Den sträcker sig 7,2 kilometer i nord-sydlig riktning, och 8,9 kilometer i öst-västlig riktning.